# Sint-Joriskerk (Heumen)
De Oude of Sint-Joriskerk is een protestantse (hervormde) kerk in Heumen. De kerk werd in de 15e eeuw gebouwd en is een rijksmonument.
In de 12e eeuw was er in Heumen een kapel die behoorde tot de abdijkerk in Overasselt. Deze was in gebruik door monniken van de abdij van Saint-Valery-sur-Somme die het gebied St. Walrick in bezit had. Het bestuur was in handen van de heren van Heumen. De kapel was gewijd aan de heilige Joris en werd in de 15e eeuw uitgebouwd tot kerk. In 1615 werd de kerk protestants en meermaals werden aanpassingen gedaan aan het gebouw. Het is een laat gotische kerk met een eenbeukig schip met een gesloten koor en kleine zijkapellen. De kerk heeft een slanke toren met een hoge naaldspits. De klokkenstoel heeft twee klokken, één gemaakt door François Hemony uit 1662 en één gemaakt door J. Franssen uit 1702. Ook de toren en klokken zijn een rijksmonument. In de kerk is een monument uit 1891 gemaakt door Franciscus Leonardus Stracké voor Lodewijk en Hendrik van Nassau die in 1574 sneuvelden bij de Slag op de Mookerheide. Reeds hun broer Willem van Oranje had opdracht gegeven dat een herdenkingsmonument moest worden geplaatst in de dichtst bij de Mookerheide gelegen protestantse kerk. Ook is aan de buitengevel een plaquette uit 1939 bevestigd, gemaakt door Jac Maris, ter herinnering aan de legering van het eerste bataljon van het 26ste regiment infanterie der grenstroepen bij de Heumense brug en sluis waarover in 1940 bij de Duitse inval zwaar werd gevochten. Het orgel dateert uit 1977 en is gemaakt door de firma Verschueren. Bij de kerk is een kleine begraafplaats met daarop een natuurstenen kruis uit 1541 wat ook een rijksmonument is.

## Huidig gebruik
De kerk is in gebruik bij de protestantse gemeente Heumen. Het verzorgingsgebied van de protestantse gemeente omvat de kernen Heumen, Malden, Molenhoek, Mook, Nederasselt en Overasselt. Wekelijks is er een kerkdienst, alsook op feestdagen. De Protestantse Gemeente Heumen vloeit voort uit een samengaan van de hervormde gemeente van Overasselt en Nederasselt en de hervormde gemeente van Malden en Heumen in 1967.

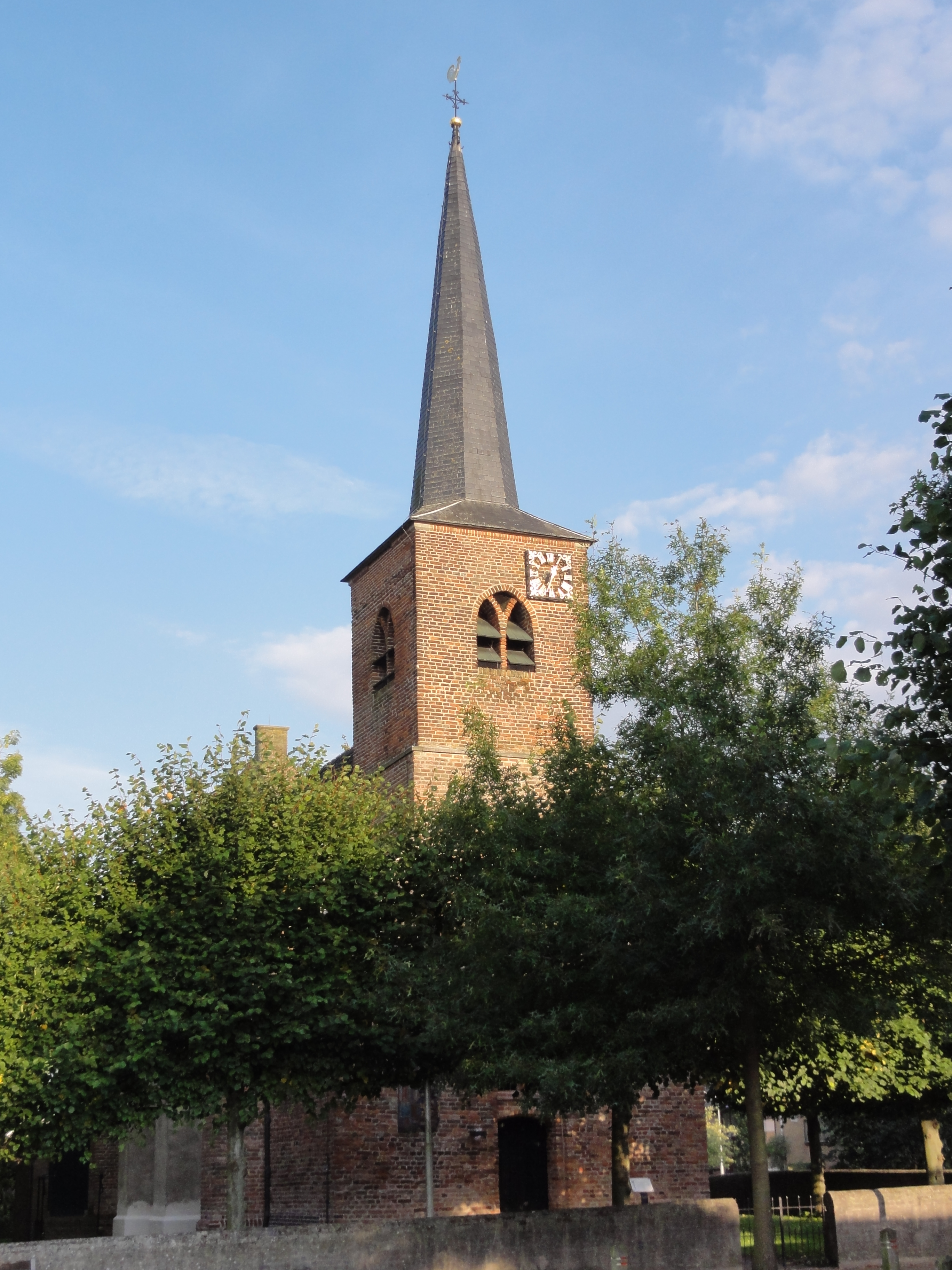
De toren (rijksmonument 22004)
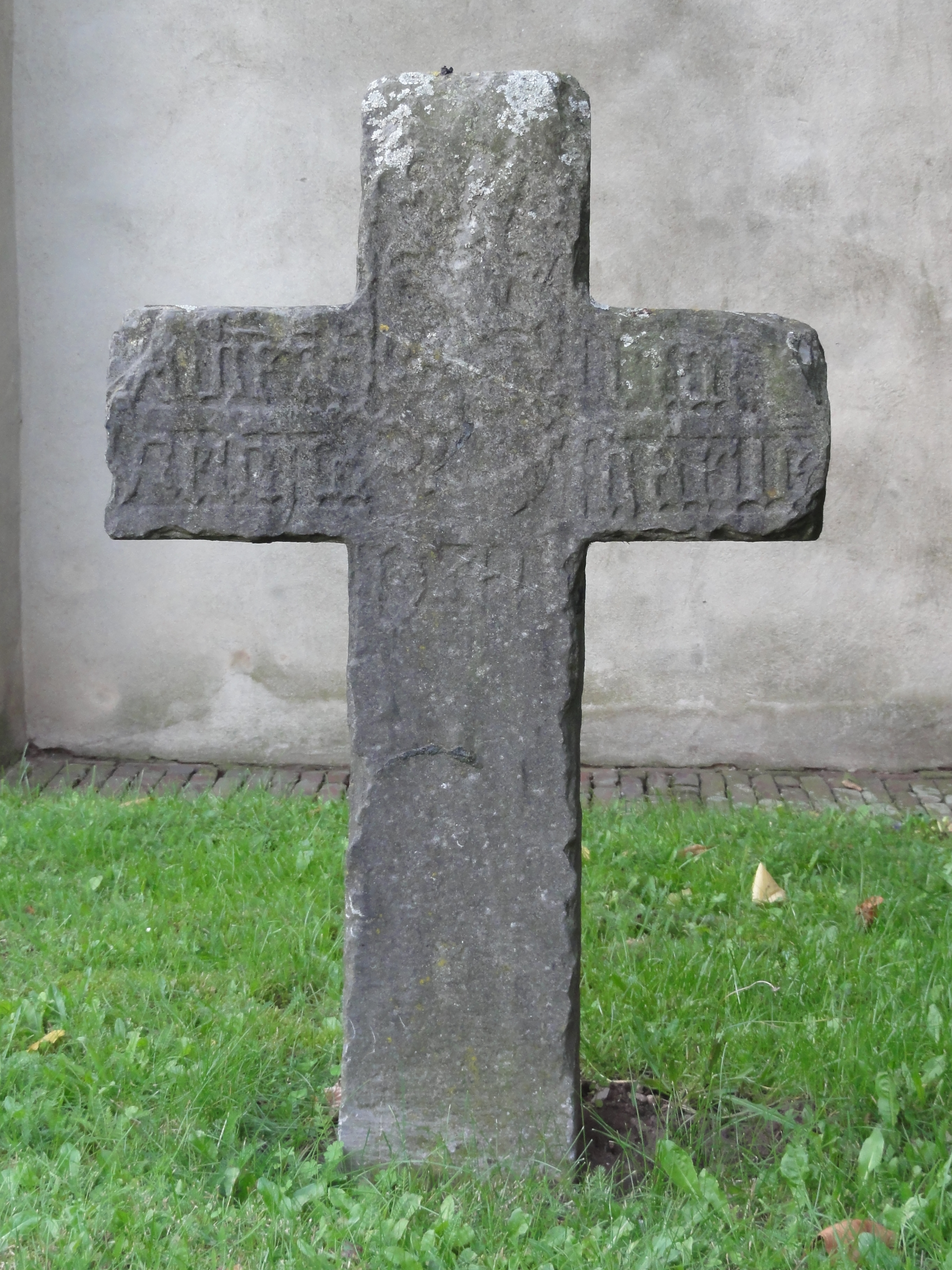
Grafkruis (rijksmonument 22005)
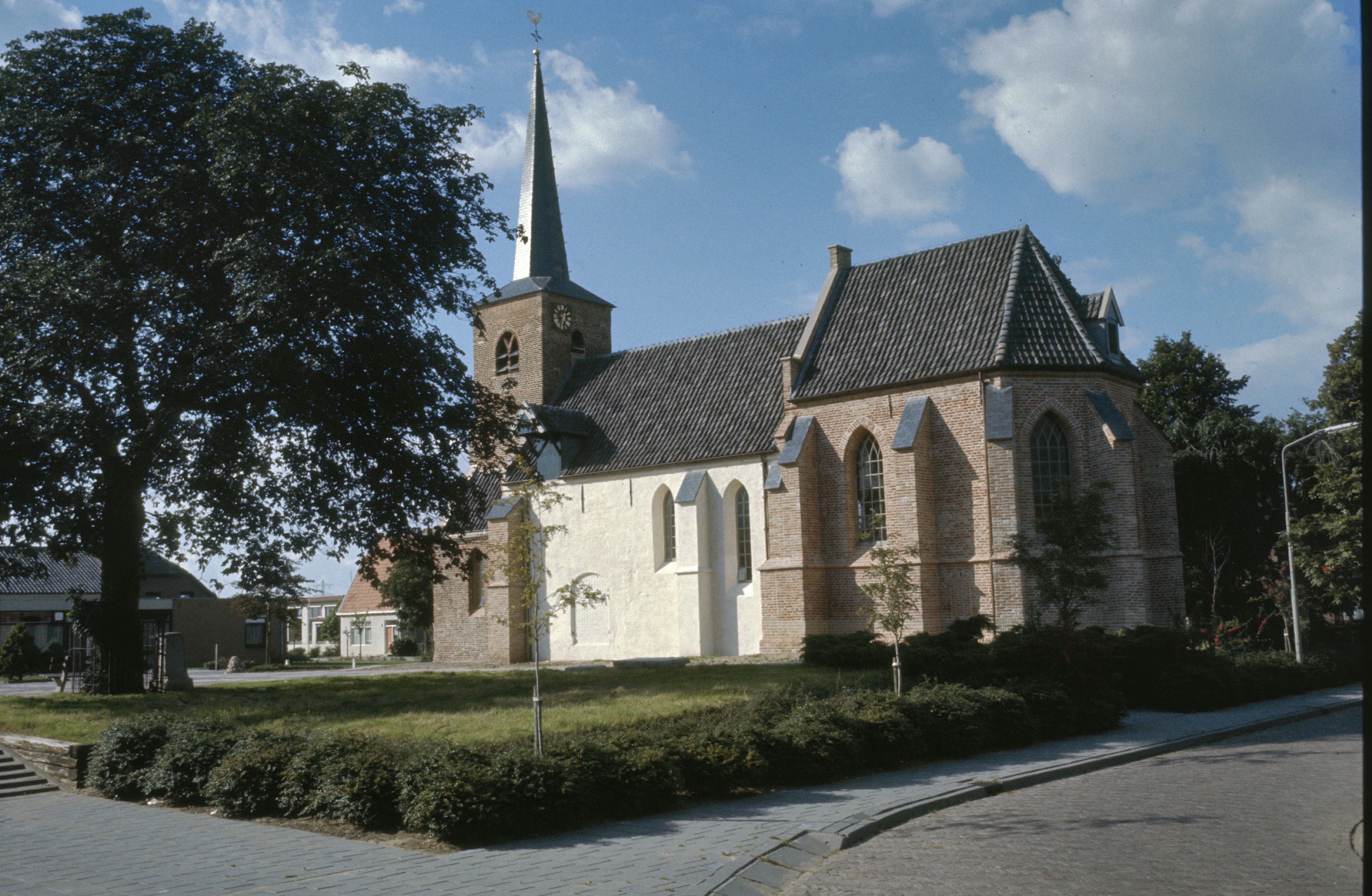
De zuidgevel van de kerk